# Nanna Lüders Jensen
Nanna Lüders Jensen (født 23. juli 1963) - også kendt bare som Nanna - er en dansk sanger, sangskriver og filmskuespiller.
Hun er især kendt for sine to sange "Buster" (fra filmen Busters verden) og "Afrika" (også kendt som "Giv en hånd til Afrika") fra den store tv-transmitterede indsamlingskoncert 'Rock for Afrika' med deltagelse af kunstnere fra den danske rock-elite i 1985.
I musikbranchen er Nanna kendt som korsanger siden 1980'erne.

## Karriere
Nanna debuterede som 18-årig i 1982 med singlen "Om lidt så lægger jeg dig ned", der var baseret på hendes egen kassettebånds-demo, som det nystartede danske pladeselskab Replay Records fattede interesse for og udgav. Singlen blev fulgt op af albummer med materiale, primært skrevet og sunget af Nanna selv. Den 21. januar 1983 udkom det selvbetitlede debutalbum Nanna, som havde salgstal på 10.000 eksemplarer. Opfølgeren Små, blå breve (1984) fik ros i medierne og salgstal på 200.000 eksemplarer. Shi-Bu-Mi blev udgivet i november 1985. Shi-bu-mi eller shibumi er transskription af det japanske ord 渋み, og albummet havde salgstal på 80.000 eksemplarer. Alle tre album var produceret af Kim Sagild, og især de to sidste var kommercielle højdepunkter i Nannas karriere. Det næste album Fannys hjerte udkom 1. marts 1988. Det opnåede lavere salgstal med omkring 20.000 solgte eksemplarer fra udgivelsesdatoen til 1990, men blev anmelderrost som albummet, hvor Nanna brød fri fra klichéer af popmusikken, og fandt sin egen stil.
Hendes store nationale gennembrud kom i 1984 med singlen fra det andet album, "Buster", fra filmen Busters verden, instrueret af Bille August. Og året efter vandt hendes støttesang Afrika en melodi-konkurrence, udskrevet af Røde Kors og pladeselskabet Genlyd til brug for indsamlingskoncerten 'Rock for Afrika' for de sultende i Afrika.
Nanna har hidtil i sin karriere udsendt 12 album i eget navn, men har som de fleste af sine jævnaldrende solistkolleger ikke haft de samme høje salgstal som på sine ungdomsudgivelser.
Til gengæld har Nanna været en stærkt efterspurgt korsanger blandt musikere og pladeselskaber på grund af sin specielle 'signatur': De store, luftige kor med snesevis af stemmer, der fletter sig ud og ind mellem hinanden, ofte alle sunget af hende selv. Denne Nanna-signatur høres tydeligt på mange af de indspilninger, hun har leveret kor til, både på andre kunstneres album og på hendes egne indspilninger, for eksempel originalindspilningen af Buster.
Ifølge udgivelsesdatabasen discogs.com har Nanna pr. 2020 medvirket som korsanger på over 100 udgivelser med andre kunstnere, primært danske.
Hun medvirkede desuden som skuespiller i filmen Dagens Donna i 1990.
I 2005 udsendte Nanna albummet Giv dig hen og udgav samtidig en erindringsbog med titlen Stjerne for altid. Hendes datter, Freja, er nævnt i både titelsangen og i sangen "Nærmeste udgang" på albummet.
I 2008 var hun dommer i Kanal 5's realityprogram Elsk mig i nat, hvor syv drenge og syv piger kæmpede om at vinde hovedrollerne i Østre Gasværk Teaters musical af samme navn.

## Privat
Privat har Nanna været ramt af flere ulykkelige begivenheder, som har holdt hende borte fra kreativt arbejde igennem længere perioder. Nanna afbrød pludseligt en optræden, da hun fik sceneskræk på spillestedet Vestergade 58 i 1988, og hun optrådte først der igen efter 12 år. I 1990-1994 optrådte hun som korsanger, idet hun kun ville stå i baggrunden og beskrev sig selv som "et rystende nervevrag med sceneskræk". I november 2008 blev hendes daværende kæreste, musikeren og produceren Hilmer Hassig, dræbt i et dramatisk biluheld på Falkonér Alle, Frederiksberg, da han ville krydse gaden og gik ud foran en taxa.
Nanna har desuden været ramt af angst og mørke tanker i flere omgange, senest i forbindelse med skilmissen fra sin datters far. Dette holdt hende sengeliggende i mere end et år, fortalte hun til Kanal 4 i 2017.

## Diskografi

### Studiealbum
- Nanna (1983)
- Små, blå breve (1984)
- Shi-Bu-Mi (1985)
- Fannys hjerte (1988)
- I Danmark er jeg født (1989)
- Rocking Horse (1991)
- Prinsesse Himmel-i-mund (1995)
- Honey I'm Home (1997)
- Giv dig hen (2005)
- Nødigt, men dog gerne (2011)
- Cowboyland (2015)

### Opsamlingsalbum
- Pletskud & vildskud: Nanna's bedste (2004)

## Medvirken på andres album
Liste fra Discogs.
- Halberg Larsen: Halberg-Larsen 2 (1982)
- Klaus Kjellerup: Spring Ud (1983)
- Thomas Helmig: Thomas (1985)
- Anne Linnet & Marquis de Sade: En elsker (1986)
- Lars Hug: Kysser himlen farvel (1987)
- Voss/Torp: Den store lysfest (1987)
- Miss B. Haven: Ice on fire (1988)
- C.V. Jørgensen: Indian Summer (1988)
- Kim Larsen & Bellami: Kielgasten (1989)
- Johnny Madsen: Nattegn (1989)
- Moonjam: Bag de blå bjerge (1989)
- Danseorkestret: Det flyvende tæppe (1990)
- Poul Krebs: Morgendagens tåber (1991)
- Div kunstnere: Åh Abe, Pa-Papegøje m.fl. (1993 - 1999)
- Stig Møller: Sikke'n dejlig dag (1994)
- Love Shop: Billeder af verden (1994)
- Kristian Lilholt: Beyond the horizon (1995)
- Diverse kunstnere: O Florens Rosa (1998).
- Ann-Mette Elten: Refrain (1999).
- Anne Dorte Michelsen: Mørke vande - lyse strande (2000).
- Stig Møller & Peter Ingemann: Livet gror og det er skønt (2001).
- Souvenirs: Ude på landet (2001)
- Åge Aleksandersen: Linedans (2002).
- Færd: Færd (2002).
- Love Shop: National (2003).
- Klaus Lynggaard: På Herrens mark (2005).
- Doris Silver: Tivoli er åben (2008).
- 12 bud på CV: C.V. Jørgensen-sangen "Det regner i mit hjerte" (2010).
- Niels Skousen: Lyt til din coach (2010).
- Claus Grønkjær Christensen Everybody/Låg på, EP. (2013).

## Filmografi
Liste fra Det Danske Filminstitut og IMDB.
- Busters verden (1984, komponist)
- Dagens Donna (1990, skuespiller)
- Som et strejf (1993, medvirkende)
- Villa Skovly (tv-serie 1995, komponist)
- Forestillingen om et ukompliceret liv med en mand (2006, komponist)